# ハイパフォリン
ヒペルホリン (hyperforin) あるいはハイパフォリンはプレニル化フロログルシノールの一種で、セイヨウオトギリ（セント・ジョーンズ・ワート）の抽出物に含まれる主成分の一つ。

## 薬理作用
ハイパフォリンはセイヨウオトギリの抽出物の抗うつ作用の主要な有効成分であると考えられている。ハイパフォリンはセロトニン、ドーパミン、ノルアドレナリン、γ-アミノ酪酸（GABA）、グルタミン酸などの神経伝達物質の取り込みを阻害することが示されている。
ハイパフォリンは神経軸索の発芽を制御するイオンチャネルTRPC6の活性化因子として特定化されている。ハイパフォリンの神経伝達物質取り込み阻害作用は、TRPC6の活性化によって神経細胞内へのナトリウムおよびカルシウムイオンの取り込みが起きることから説明される。ハイパフォリンはプレグナンX受容体（PXR）に結合することによって酵素シトクロムP450（CYP3A4およびCYP2C9）を誘導する作用ももつと考えられている。

## 歴史
ハイパフォリンの構造は、シェムヤキン生物有機化学研究所（モスクワの旧ソ連科学アカデミー）の研究グループによって解明され1975年に発表された。2010年、柴崎正勝らによってハイパフォリンの鏡像異性体の全合成が報告されている。